# Ziziphora puschkinii
Ziziphora puschkinii là một loài thực vật có hoa trong họ Hoa môi. Loài này được Adam miêu tả khoa học đầu tiên năm 1805.